# Månesigden
Månesigden (von norwegisch måne ‚Halbmond‘) ist ein halbmondförmiger und bis zu 1790 m hoher Gebirgszug in der Heimefrontfjella des ostantarktischen Königin-Maud-Lands. Er ragt im nordwestlichen Teil der Tottanfjella auf.
Wissenschaftler des Norwegischen Polarinstituts benannten ihn 1967 deskriptiv.